# Ligue nationale de football féminin (Tunisie)
Pour les articles homonymes, voir Ligue nationale de football.
La Ligue nationale de football féminin (arabe : الرابطة الوطنية لكرة القدم النسائية) ou LNFF rassemble les clubs tunisiens de football féminin. Elle gère, sous l'autorité de la Fédération tunisienne de football, le championnat de Tunisie féminin de football.

## Présidente
- 2012-2016 : Fatma Fourati
- 2016-2021 : Saïda Ayachi
- depuis 2021 : Khaled Lachhab

## Bureau
En 2016, les membres du bureau sont :
- Saïda Ayachi : présidente
- Faten Ouerteni : vice-présidente
- Wassim Belaaej : trésorier général
- Saloua Yakouta : trésorière générale adjointe
- Charfeddine Ghdira : président de la commission coupe et championnat
- Nada Zanina : présidente de la commission des jeunes
- Marouen Soltani : président de la commission des règlements
- Walid Chmengui : président de la commission de discipline
- Fida Ben Belgacem : présidente de la commission d'organisation
- Khaled Mejri : président de la commission de développement des ressources, sponsoring et relations extérieures